# Coracina javensis
Coracina javensis là một loài chim trong họ Campephagidae.